# Politikåret 1966

## Händelser

### Januari
- 1 januari - Vid en statskupp i Centralafrikanska republiken tar överste Jean-Bedel Bokassa makten.
- 15 januari - Nnamdi Azikiwe störtas som Nigerias president i en statskupp ledd av Johnson Aguiyi-Ironsi.
- 21 januari - Fredsforskningsutredningen föreslår i sitt betänkande upprättande av ett internationellt fredsforskningsinstitut i Stockholm.

### Februari
- 23 februari - Sveriges riksdag uttalar sig efter livliga debatter för en utredning om statschefens ställning i en parlamentarisk demokrati.

### Mars
- 26 mars - Omkring 2.000 personer demonstrerar i Stockholm mot USA:s politik i Vietnam.

### Maj
- 5 maj - Socialistiska internationalens kongress öppnas i Folkets hus i Stockholm med cirka 200 delegater från ett 50-tal länder.
- 6 maj - Sveriges riksdag beslutar att inrätta ett internationellt fredsforskningsinstitut (SIPRI).
- 28 maj - Vietnamdemonstrerande ungdomar bränner amerikanska flaggan utanför USA:s ambassad i Stockholm.

### Juni
- 14 juni - Italiens president, Giuseppe Saragat, kommer till Sverige på statsbesök.

### Juli
- 29 juli - Vid en ny statskupp i Nigeria störtas och mördas Johnson Aguiyi-Ironsi, som själv hade tagit makten i landet den 15 januari samma år. Ny ledare blir Yakubu Gowon.

### September
- 30 september - Botswana blir självständigt från Storbritannien.[1]

### Oktober
- 4 oktober - Storbritanniens protektorat över Lesotho upphör.[2]
- 12 oktober - Den svenska riksdagen får en ny voteringsapparat, som innebär en avsevärd rationalisering av riksdagsarbetet. Anläggningen är den modernaste i världen.

### November
- 28 november
  - Kungariket Burundi avskaffas, och ersätts av Republiken Burundi.[3]
  - Göran Palm väcker debatt med sin bok En orättvis betraktelse, där han hävdar att den industrialiserade världen profiterar på u-länderna.

### Okänt datum
- Första halvan av året
- Grundlagsberedningen i Sverige tillsätts, för att utreda hur det nya svenska riksdagssystemet skall se ut.
- Centerpartiet och Folkpartiet lanserar ett gemensamt program, den så kallade mittensamverkan.

## Val och folkomröstningar
- 23 januari – Folketingsval i Danmark.
- 20–21 mars – Riksdagsval i Finland.
- 18 september – Vid landstings- och kommunalvalen i Sverige går socialdemokraterna tillbaka och gör sitt sämsta val sedan 1932. Alla övriga partier (förutom Folkpartiet) går framåt.

- 8 november – Lagtingsval på Färöarna.

## Organisationshändelser
- 13 mars – Unita bildas i Angola.
- 29 juni – Shiv Sena bildas i Indien.
- 14 oktober – D 66 bildas i Nederländerna.
- 17 december – FN inrättar UNCITRAL.
- Okänt datum – Nationella Evangeliska Förbundet bildas i Nederländerna.

## Födda
- 9 oktober – David Cameron, Storbritanniens premiärminister 2010–2016.
- 14 december – Helle Thorning-Schmidt, Danmarks statsminister 2011–2015.

## Avlidna
- 1 januari – Vincent Auriol, Frankrikes president 1947–1954.
- 9 januari – Rodolfo Cordon, El Salvadors president 25 januari–1 juli 1962.
- 11 april – Maximiliano Hernández Martínez, El Salvadors president 1931–1934 och 1935–1944.
- 14 september – Cemal Gürsel, Turkiets president 1960–1966.

### Fotnoter
1. ↑  ”Botswana” (på engelska). World Statesmen. http://www.worldstatesmen.org/Botswana.html. Läst 7 november 2012.
2. ↑  ”Lesotho” (på engelska). World Statesmen. http://www.worldstatesmen.org/Lesotho.htm. Läst 8 november 2012.
3. ↑  ”Burundi” (på engelska). World Statesmen. http://www.worldstatesmen.org/Burundi.html. Läst 25 januari 2013.